# هيلين ليليان شو
هيلين ليليان شو (بالإنجليزية: Helen Lilian Shaw)‏ هي كاتِبة وشاعرة نيوزيلندية، ولدت في 1913 في تيمارو ‏ في نيوزيلندا، وتوفيت في 1985.